# El Capitan Theatre
O EL Capitan Theatre é um palácio de cinema restaurado na 6838 Hollywood Boulevard em Hollywood. O teatro e o El Capitan Entertainment Centre são operados pela Buena Vista Theatres, Inc., uma subsidiária da distribuidora Walt Disney Studios Motion Pictures, e como tal, serve como o local para a maioria das estreias dos filmes da Walt Disney Studios. 

## Design
O teatro foi erguido em um prédio de escritórios de seis andares construído na década de 1920. O projeto caracterizou um exterior no estilo neocolonial hispano-americana projetado por Stiles O. Clements da firma arquitectónica de Morgan, Walls & Clements, e interior por G. Albert Lansburgh. O interior é em indiano oriental no auditório principal, Tudor inglês na parte inferior com painéis de madeira e barroco italiano na fachada.
O teatro remodelado contêm um órgão gigante do teatro Wurlitzer instalado originalmente no Fox Theatre de San Francisco em 1929. Abaixo do teatro é um espaço pequeno da exibição, usado frequentemente para vender adereços dos filmes, tais como trajes ou peças do cenários. A porta seguinte é a Disney's Soda Fountain e a loja do estúdio, onde os clientes podem comprar soverte temático do filme atualmente em cartaz no cinema. Uma grande variedade de mercadoria da Disney está disponível lá.